# Zeremonie

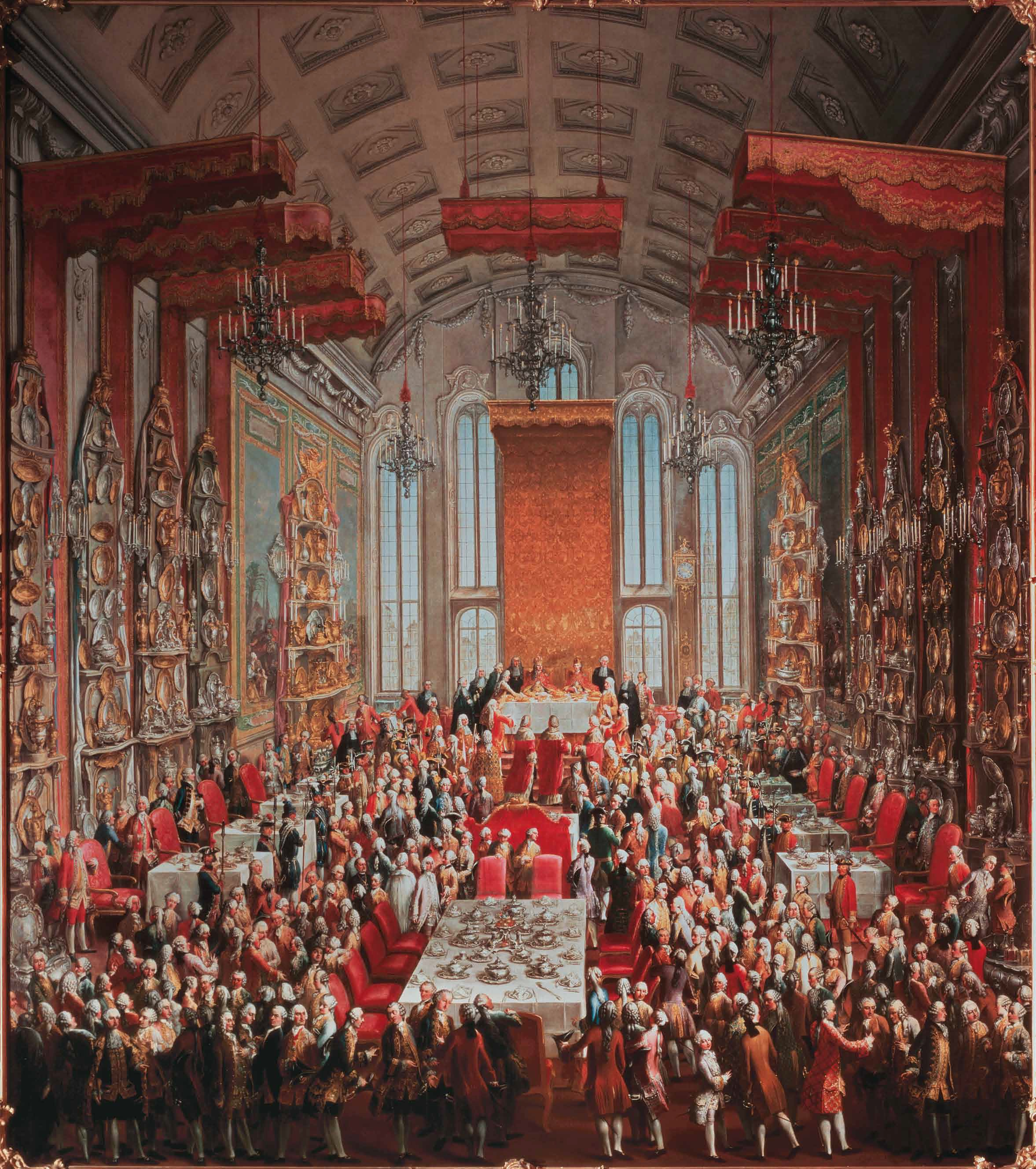
Krönungsmahl Joseph II. in Frankfurt am Main

Eine Zeremonie (Österreich [tsɛrɛˈmoːni̯ɛ]; Schweiz und Deutschland auch [tsɛrɛmonˈiː]; von lateinisch caeremonia „Feier, feierlicher Akt“) ist ein nach einem festgelegten Protokoll oder Ritus ablaufender förmlich-feierlicher Akt. In einer Zeremonie finden in der Regel bestimmte Rituale oder vorgegebene Handlungen statt, die oft Symbolcharakter besitzen. Die Regeln, nach denen eine Zeremonie gewöhnlich abläuft, bezeichnet man auch als Zeremoniell.
Zeremonien finden häufig öffentlich oder vor einem Publikum in repräsentativem Rahmen statt, können aber auch im privaten Umfeld angesiedelt sein. Sie sind im religiösen und sakralen Raum (Kult und Gottesdienst) ebenso beheimatet wie im weltlichen Bereich (z. B. Hofzeremoniell, Staatsakt). Viele Zeremonien gehen auf althergebrachte Traditionen zurück.
Ein Zeremonienmeister ist ein Beamter oder sonstiger Bediensteter, der den Ablauf einer Zeremonie plant und organisiert und während der Veranstaltung darauf achtet, dass die vorgegebenen Regeln beachtet und die vorgesehenen Handlungen in der vorgeschriebenen Form und Reihenfolge durchgeführt werden.

## Aussprache des Wortes
Das Wort Zeremonie kann im Deutschen entweder nach der französischen Aussprache auf der letzten (Zeremonie) oder nach der lateinischen Aussprache auf der vorletzten Silbe (Zeremonie) betont werden. Die Endsilbenbetonung wird gewöhnlich vorgezogen. In Österreich ist jedoch nur die Betonung der vorletzten Silbe üblich. Bei Zusammensetzungen mit Zeremonie als Bestimmungswort wird dagegen allgemein die vorletzte Silbe betont, z. B. Zeremonienmeister Zeremoniengewand.

## Beispiele
Zeremonien beziehen sich oft auf einen Anfang oder ein Ende („Übergangsritus“), so z. B.
- Einweihungszeremonien
- Initiationszeremonien
- Trauungszeremonien
- Krönungszeremonien, siehe auch Krönung britischer Monarchen, Krönung der russischen Zaren und Kaiser
- Neujahrzeremonien
- Trauerzeremonien: Zeremonien bei feierlichen Beisetzungen, zum Beispiel für einen Papst (siehe auch Staatstrauerakt), sowie weltliche Trauerfeiern
- Abschiedszeremonie, zum Beispiel Großer Zapfenstreich